# Boer sud-africain
Pour les articles homonymes, voir Boer.
Le Boer sud-africain (afrikaans : suid-afrikaanse boerperd) est une race de chevaux de selle moderne, originaire d'Afrique du Sud. Créé et sélectionnée par les fermiers Boers, il a la particularité de posséder souvent des allures supplémentaires, de l'amble rompu nommé le slow gait et le rack. Il est considéré comme le Boer moderne, par opposition au Boer du Cap, plus proche de son ascendant originel, le cheval du Cap.

## Dénomination
D'après l'écrivain Giacomo Giammatteo, la seule graphie juste du nom de cette race de chevaux fait appel à une initiale en lettre majuscule dans le mot Boer, dans la mesure où cette race est nommée d'après le groupe humain des Boers.

## Histoire
En Afrikaans, boerperd signifie « cheval des fermiers », mais peut aussi être une référence aux Afrikaners. Cette race descend des premiers chevaux introduits en Afrique du Sud en 1652 depuis Java, probablement de type Arabe-Barbe. Plus tard, des chevaux mongols influencent ce cheptel.
Le Boer partage des origines communes avec le Basuto, puisqu'il est sélectionné comme ce dernier à partir du cheval du Cap, au cours du XIXe. Cependant, le Boer reçoit des apports de sang de chevaux flamands, de Hackneys et de Cleveland Bay. Ses conditions de vie ne sont pas aussi rudes que celles du Basuto, il s'agit d'une race de plus grande taille, de conformation plus puissante. Durant la seconde guerre des Boers, la grande mobilité de ce petit cheval aide les Boers à se déplacer et à tenir face à l'empire britannique durant trois ans.
Une association d'éleveurs, la Kaapse Boerperd Breeders Society of South Africa, est créée en 1948. La race connait ses premiers déclins dans les années 1950. Une nouvelle association, la Boerperd Society of South Africa, se monte en 1973. Elle change de nom pour devenir la Historiese Boerperd Breeders Society en 1977, puis la South Africa Boerperd en 1998. La Historiese Boerperd est officiellement reconnue par le Département de l'agriculture d'Afrique du Sud en 1996. cette association est elle-même membre de la SA Stud Book Association.

## Description

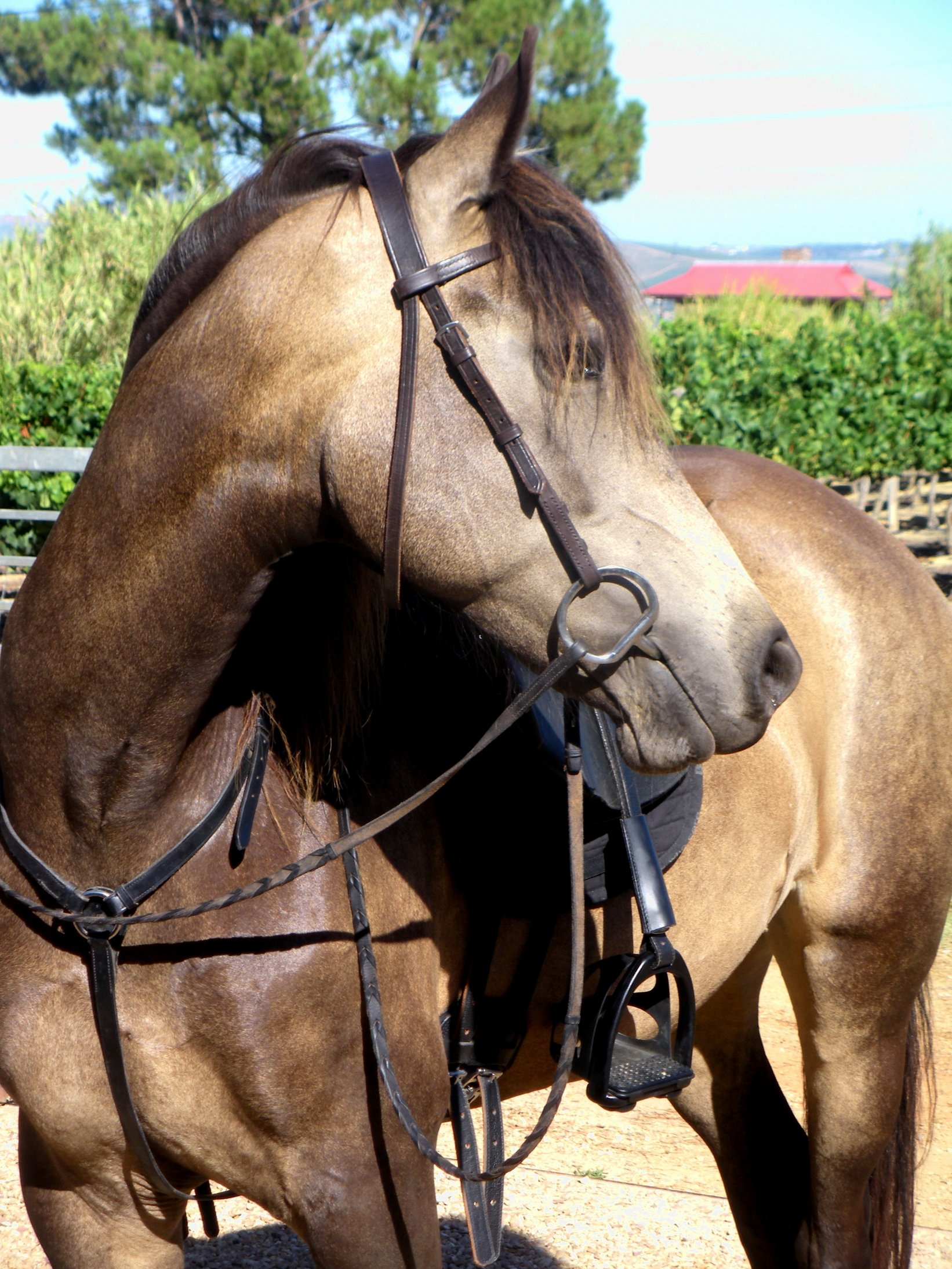
Boer isabelle.

Il mesure généralement de 1,30 m à 1,50 m. Les robes les plus communes sont le noir, l'alezan, le bai, le gris, le rouan, le dun et le palomino. 
Le Boer sud-africain a fait l'objet d'une étude visant à déterminer la présence de la mutation du gène DMRT3 à l'origine des allures supplémentaire : l'étude de 20 sujets a permis de détecter la présence de cette mutation chez 15 % d'entre eux, sans confirmation de l’existence de chevaux avec des allures supplémentaires parmi la race, sans précisions toutefois pour savoir s'il s'agit du Boer d'Afrique du Sud ou du Boer du Cap. 

## Utilisations
Le Boer est à l'origine du cheval Calvinia.

## Diffusion de l'élevage
Les Boer vivent en hardes isolées dans le sud-est du Transvaal, le nord du Natal, l'est de l'État libre et le nord-est de la province du Cap.